# Russelia steyermarkii
Russelia steyermarkii är en grobladsväxtart som beskrevs av Carlson. Russelia steyermarkii ingår i släktet Russelia och familjen grobladsväxter. Inga underarter finns listade i Catalogue of Life.